# Cosmoscarta dimidiata
Cosmoscarta dimidiata är en insektsart som först beskrevs av William Sweetland Dallas 1850.  Cosmoscarta dimidiata ingår i släktet Cosmoscarta och familjen spottstritar. Inga underarter finns listade i Catalogue of Life.